# Простір Тайхмюллера
Простір Тайхмюллера — простір комплексних структур на дійсній поверхні з точністю до ізотопії тотожньому відображенню. Точку в просторі Тайхмюллера можна визначити як клас позначених ріманових поверхонь, до позначеного класом ізотопії гомеоморфізмів з поверхні в себе.

## Історія
Базові топологічні властивості простору Тайхмюллера були вивчені Робертом Фріке і метрика на ньому була побудована Освальдом Тайхмюллером.

## Властивості
- Простір Тайхмюллера є універсальним орбі-накриттям простору модулів ріманових метрик на поверхні.
- Простір Тайхмюллера має канонічну комплексну структуру.
  - Його комплексна розмірність залежить від поверхні {\displaystyle X}. Якщо {\displaystyle X} компактна поверхня роду {\displaystyle g}, то розмірність її простору Тайхмюллера дорівнює {\displaystyle 3{\cdot }g-3}.